# 卡莱巫切深谷
卡莱巫切深谷是位于冥王星卫星冥卫一上的Y形深谷。约400千米长，13千米深。该处特征是通过对新视野号拍摄图像进行立体处理所发现的。卡莱巫切深谷是天然卫星上已知最深的地理特征， 也是太阳系中已知最深的峡谷之一。

## 命名
2018年4月11日，国际天文学联合会公布了卡莱巫切深谷及其他11个冥卫一表面地理特征的正式名称，命名由美国国家航空航天局新视野号项目组提出。卡莱巫切深谷以智利传说中的幽灵船“卡莱巫切”命名。这一名称来自于新视野号项目组开展的“我们的冥王星”活动，该活动向公众征集冥王星系统中的地貌名称并投票。“卡莱巫切”于2015年3月21日参与投票，起初并不在新视野项目组2015年7月7日提交给国际天文学联合会的初始提案当中，但在之后便被纳入提案。